# کانگاس د انیس
کانگاس د انیس دهستانی در استان آستوریاس اسپانیا است.
در این دهستان ۶٬۳۲۶ نفر زندگی می‌کنند. مساحت این دهستان ۸۲۳٫۵۷ کیلومتر مربع است.

## نگارخانه

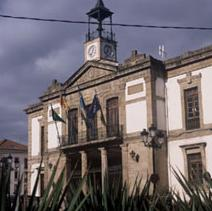
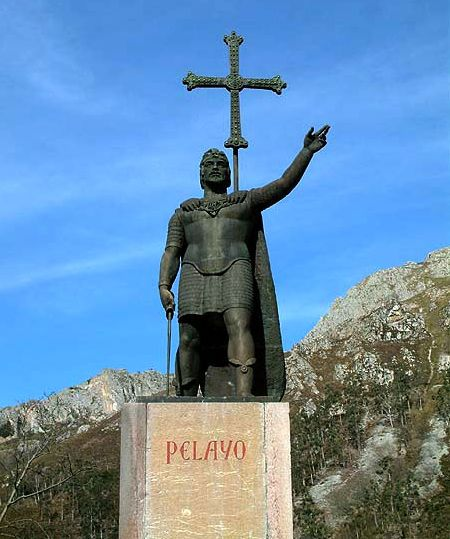
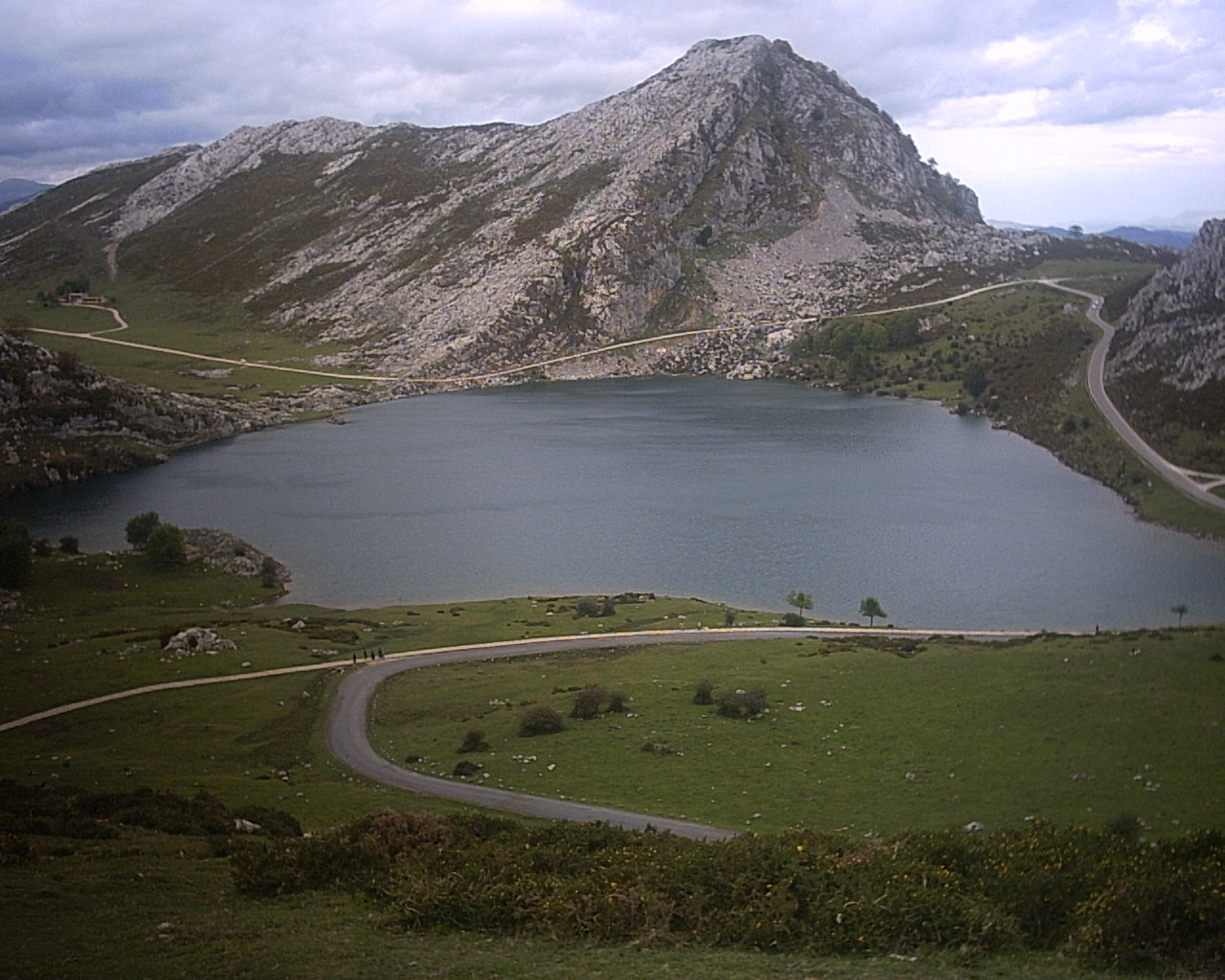
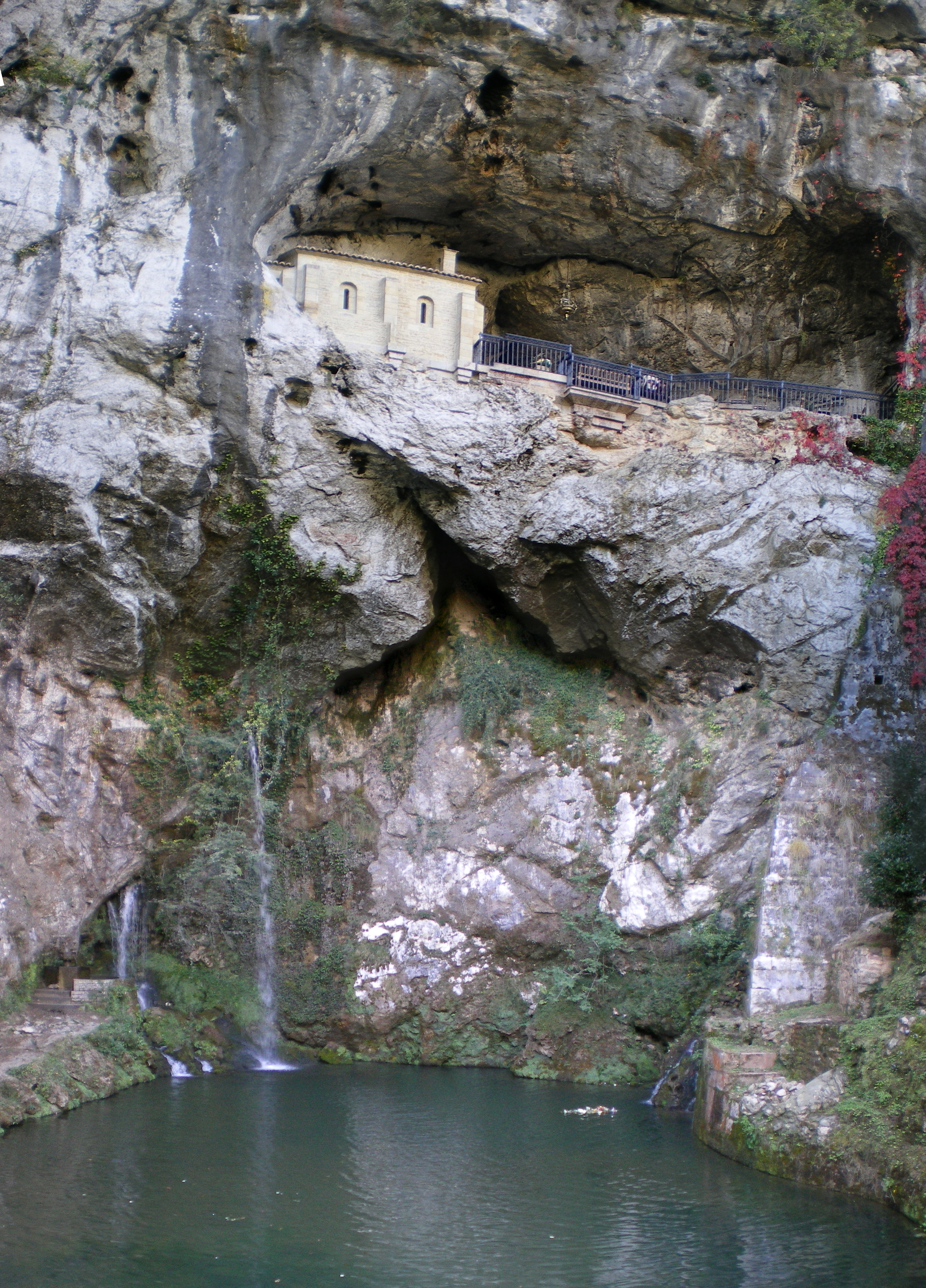
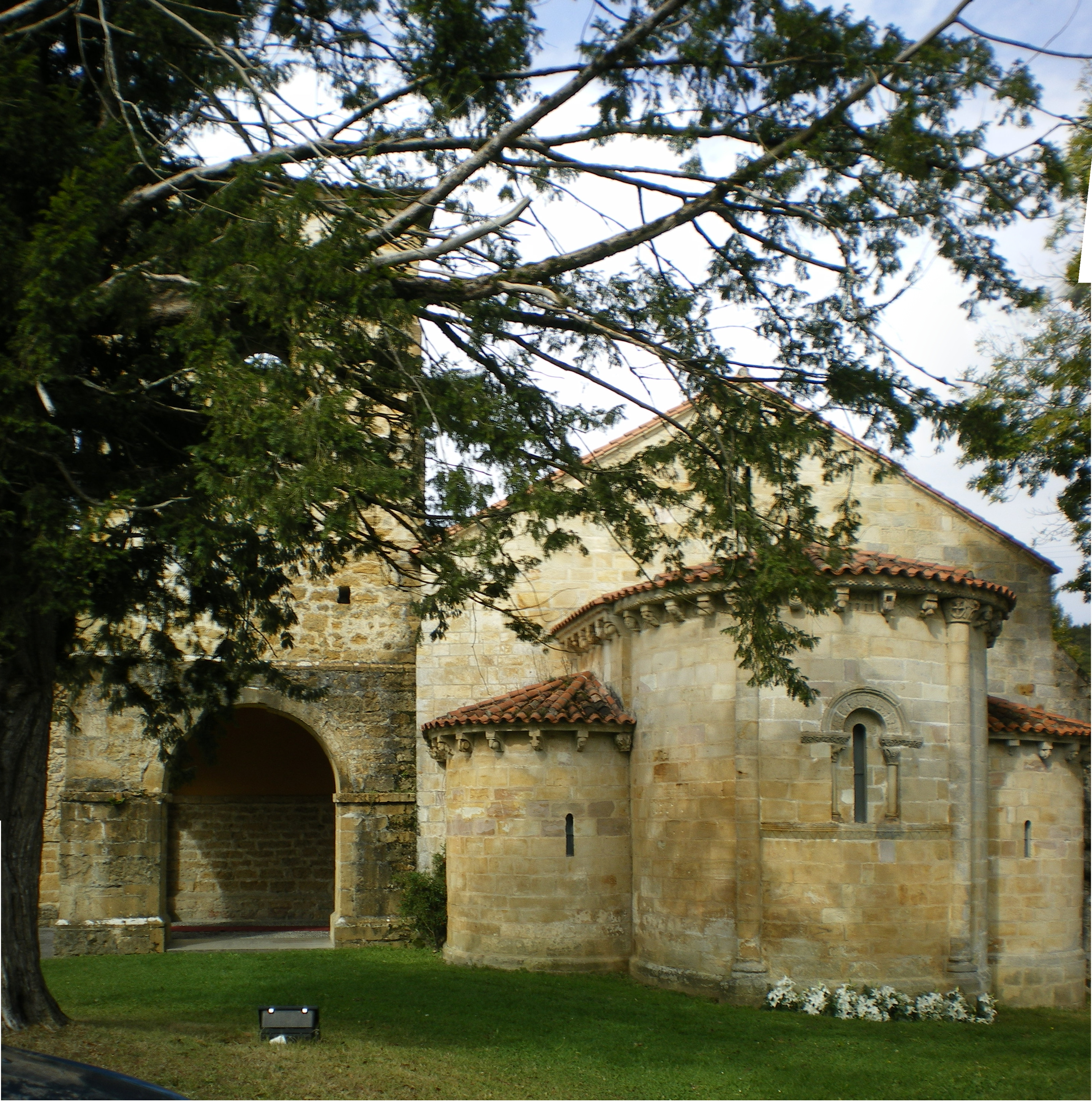
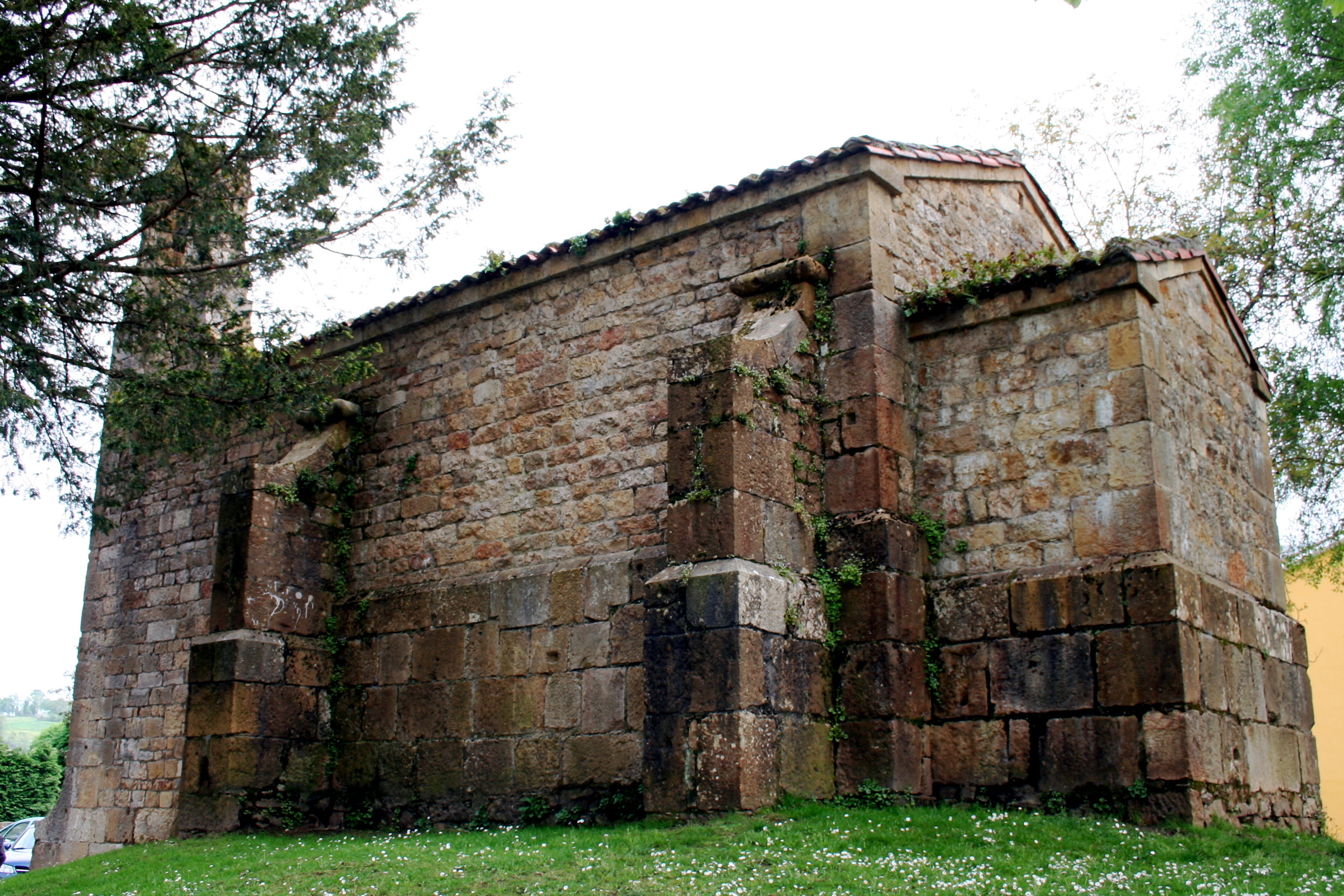
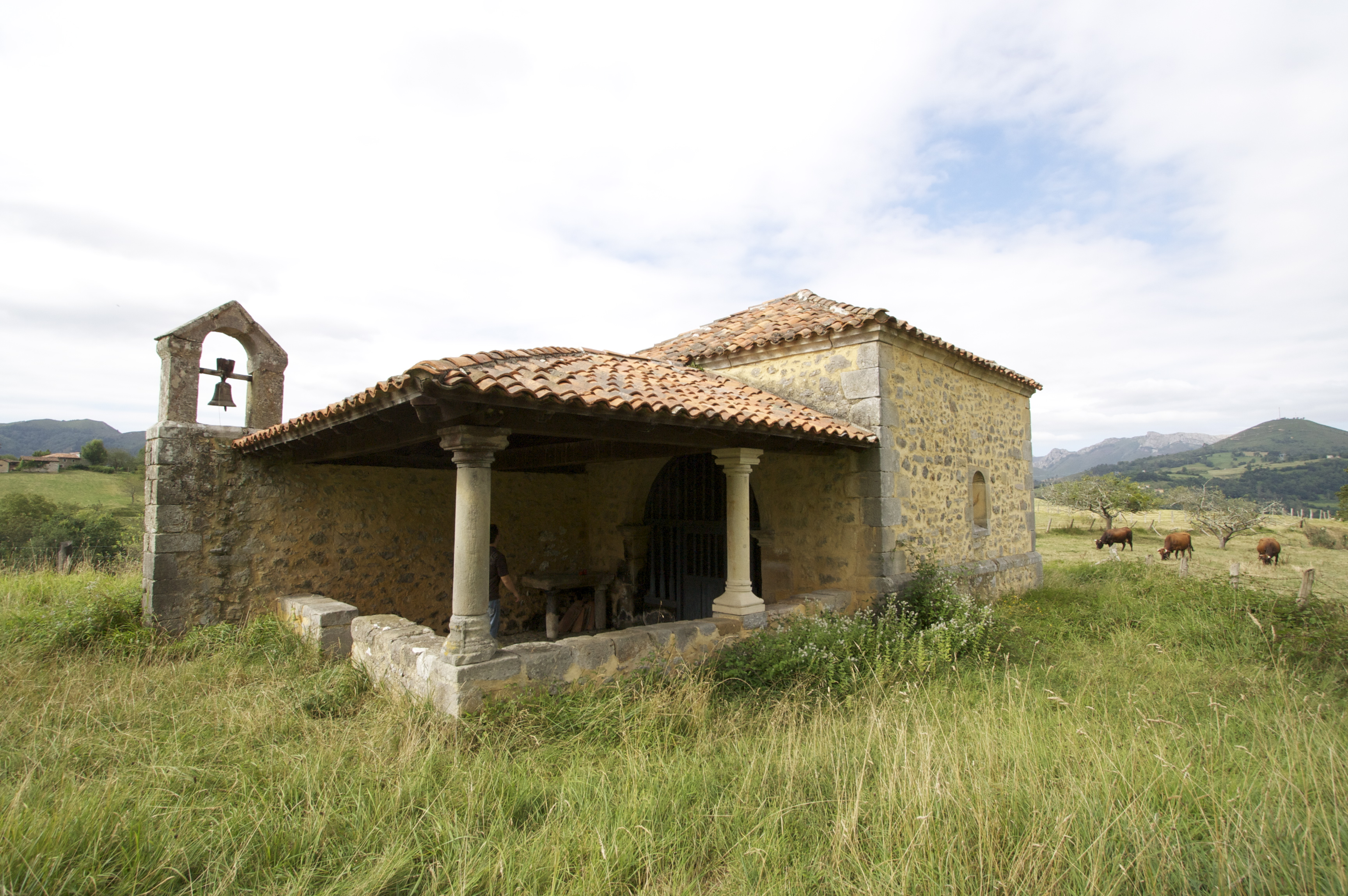
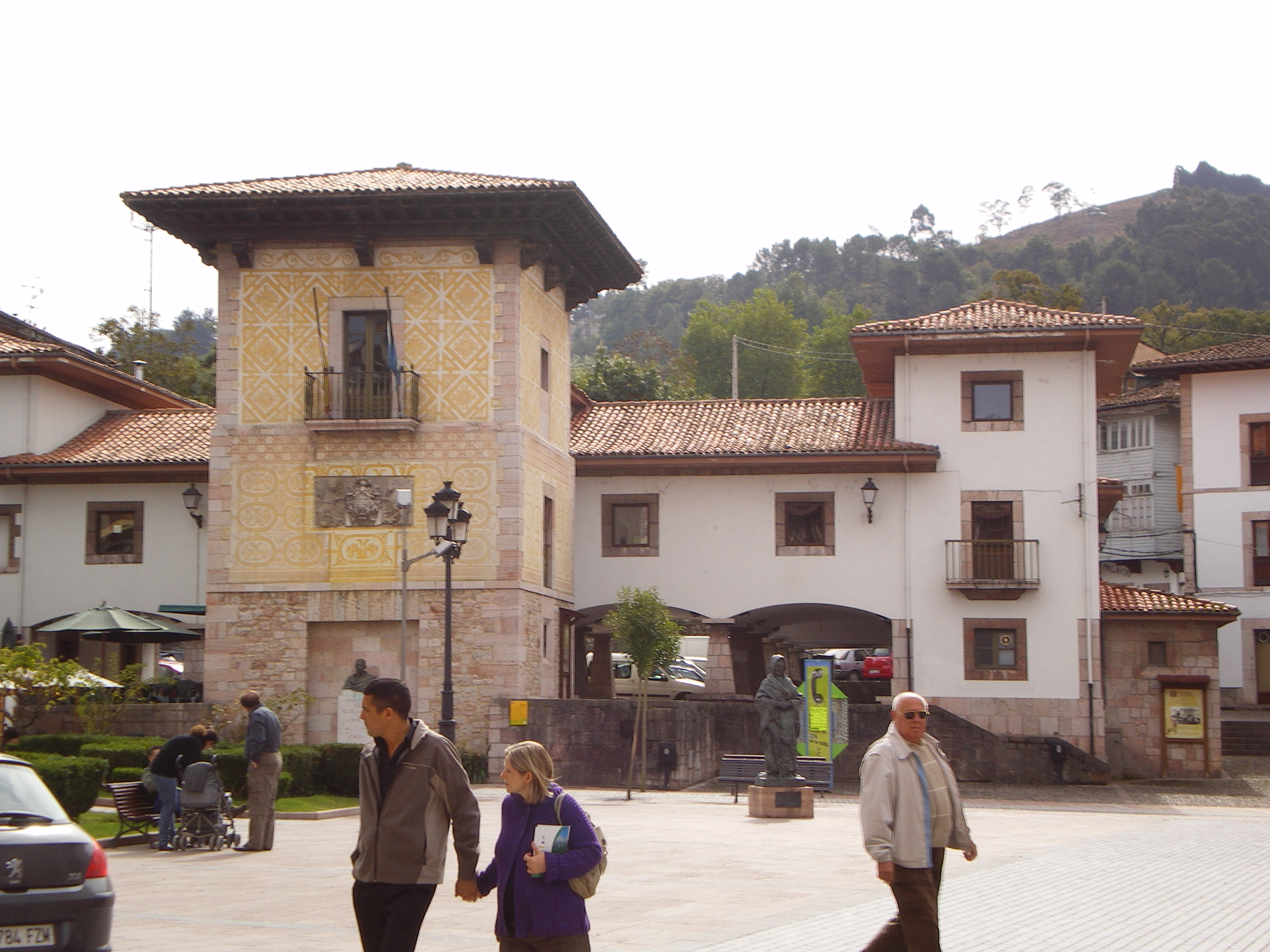